# Dunkler Gammastrahlenausbruch
Ein Dunkler Gammastrahlenausbruch (englisch dark GRB) ist ein Gamma Ray Burst, von dem kein Nachleuchten im Bereich der optischen/Infrarot-Strahlung beobachtet wird bzw. das Nachleuchten im Optischen im Verhältnis zur Röntgenleuchtkraft sehr gering ist. Ungefähr 20 Prozent aller Gamma Ray Bursts gehören zu den dunklen Gammastrahlenausbrüchen.
Gamma Ray Bursts sind Ausbrüche mit hoher Leistung im Bereich der harten Gammastrahlung, die über extragalaktische Entfernungen hinweg nachgewiesen werden können. Sie werden interpretiert als das Ergebnis eines hochrelativistischen gebündelten Jets. Insbesondere bei langen Gamma Ray Bursts kann ein Nachleuchten in anderen Bereichen des elektromagnetischen Spektrums beobachtet werden von der Röntgenstrahlung bis zur Radiostrahlung. Dies wird interpretiert als eine Wechselwirkung der ausgestoßenen Teilchen mit der interstellaren Materie um dem Ort des Gamma Ray Bursts, nachdem die Jetgeschwindigkeit bereits abgebremst wurde bzw. als eine Synchrotronstrahlung von Elektronen im Magnetfeld des GRBs. Bei den dunklen Gamma Ray Bursts, die ungefähr 20 Prozent aller Gammastrahlenausbrüche ausmachen, kann kein oder nur ein im Verhältnis zur Röntgenleuchtkraft sehr geringes Nachleuchten nachgewiesen werden.
Als Ursache der dunklen Gammastrahlenausbrüche werden vermutet:
- Beobachtungsfehler
- Hohe Extinktion innerhalb der Heimatgalaxie des GRBs
- Lyman-Alpha-Cut-Off für Gammastrahlenausbrüche mit hoher Rotverschiebung
- Intrinsische Gamma Ray Bursts mit einer geringen optischen Leuchtkraft des Nachleuchtens

Wahrscheinlich sind die ersten drei Hypothesen jeweils bei einem Teil der Gamma Ray Bursts die Ursache, da GRBs mit sehr hoher Rotverschiebung überproportional viele dunkle Gammastrahlenausbrüche zeigen und die nahen Dark GRBs häufig in Starburstgalaxien auftreten. In Starburstgalaxien ist die Sternentstehungsrate sehr hoch und der dabei entstehende Staub absorbiert die elektromagnetische Strahlung des Nachleuchten im Optischen und nahen Infrarot. Ob es auch intrinsisch dunkle Gamastrahlenausbrüche gibt, ist unklar.
Beispiele für dunkle Gammastrahlenausbrüche sind:
- GRB 130528A
- GRB 100615A
- GRB 100614A
- GRB 080207
- GRB 970828